# Marcelo de Carvalho
Marcelo de Carvalho Fragali (São Paulo, 1 de agosto de 1961) é um apresentador de televisão e empresário brasileiro, sócio e vice-presidente da RedeTV!.

## Biografia
Nascido em uma família de classe média, Marcelo de Carvalho, aos 22 anos, era um universitário recém-formado que deixou sua área, a Engenharia Química, para se especializar em vendas, pois vendia peças íntimas femininas. Em 1986, trabalhou no departamento comercial da Rede Globo, especificamente no setor de merchandising. Foi neste período que conheceu Amilcare Dallevo Júnior, com quem criou um sistema de telefonia para que a Rede Globo pudesse interagir com o público. O número 0900, que permitia que o telespectador votasse desde o melhor final de um programa até eleger a melhor escola de samba no desfile de Carnaval, fez muito sucesso, sendo adotado por diversos outros programas.

### Rede Manchete e RedeTV!
No final dos anos 80, Marcelo e Amilcare Dallevo fundaram uma empresa, para vender a outros canais, o sistema de telefonia. Em 1999, já milionários, compraram a Rede Manchete, emissora carioca que estava à beira da falência. Em novembro do mesmo ano, eles inauguraram a RedeTV!. A empresa contrata hoje dois mil funcionários e já investiu cerca de 250 milhões de dólares em equipamentos, contratações e estúdios, tornando-se uma concorrente da Rede Globo. 
Em 2010, começou a apresentar o game show Mega Senha, programa de sua emissora, a RedeTV!. Ele apresentava o programa ao lado da sua ex-esposa, Luciana Gimenez. Após o nascimento do filho, Luciana saiu e Marcelo passou a apresentar o programa sozinho. Em 2017 comandou o game show O Céu É o Limite, exibido aos sábados, mas em 2018 foi extinguido.
Com o fim da primeira temporada do Mega Senha, em 2017, Marcelo foi escalado para apresentar outro game show na RedeTV!: O Céu É o Limite, que consistia em diversas provas de perguntas e respostas e adivinhações. Em setembro de 2018, termina a temporada de O Céu É o Limite e o programa Mega Senha volta ao ar, aos sábados no mesmo horário, também sob o comando de Marcelo.

## Trabalhos

### Como Apresentador
| Ano                                | Programa         | Emissora |
| ---------------------------------- | ---------------- | -------- |
| 2010–2017, 2018–2022, 2023 - 2024: | Mega Senha       | RedeTV!  |
| 2017–2018, 2022–2023:              | O Céu É o Limite | RedeTV!  |
| 2024 - presente:                   | Mega Sonho       | RedeTV!  |

## Vida pessoal
Marcelo e sua primeira esposa, Renata Duprat não tiveram filhos. Com Mariana Papa, tiveram três filhos: Manuela e os gêmeos Marco e Marcela. Marcelo foi casado entre 2006 e 2018 com a modelo e apresentadora Luciana Gimenez, com quem tem um filho Lorenzo Gabriel, nascido em 24 de fevereiro de 2011. No dia 7 de março de 2018, anunciou publicamente sua separação de Luciana, após doze anos de união. Em fevereiro de 2021, começou a namorar a influenciadora e fashionista Chris Pitanguy, com quem se casou em maio de 2025.